# Ursulinenkirche St. Corpus Christi

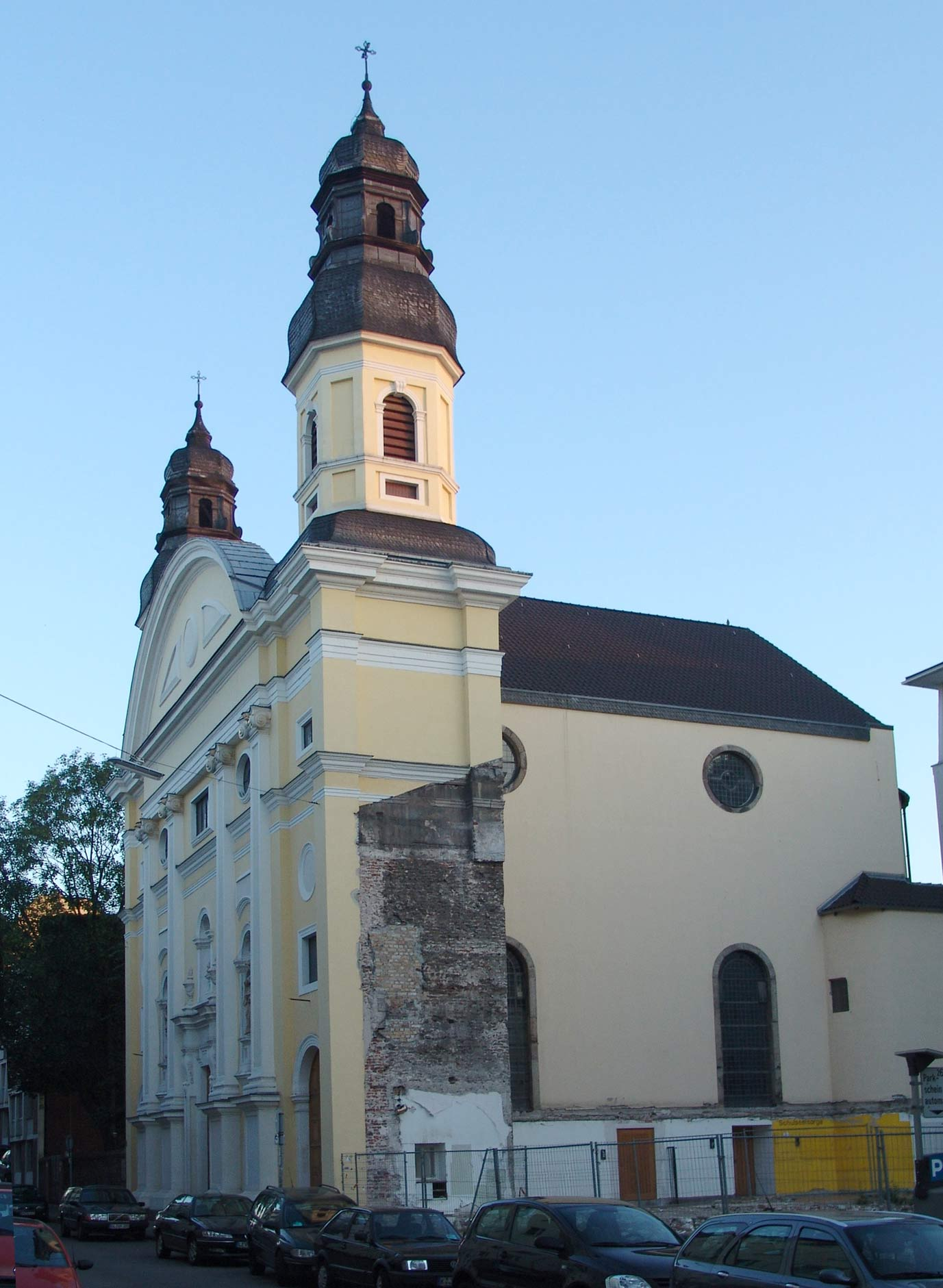
Ursulinenkirche St. Corpus Christi in Köln (2006 nach Abriss der östlichen Nachbargebäude)

Die Ursulinenkirche St. Corpus Christi (Fronleichnamskirche) in Köln ist die barocke ehemalige Klosterkirche des Ursulinenordens und die Schulkirche der benachbarten Ursulinenschule.

## Geschichte
Die Ursprünge dieser Kirche liegen im Jahr 1639, als die Ursulinen in Köln ihre erste Niederlassung in Deutschland gründeten. Das Kloster diente als Internat und Schule für junge Mädchen.
Als Architekt wurde 1706 Matteo Alberti ausgewählt, drei Jahre später, am 30. April 1709 wurde der Grundstein gelegt. Die Fertigstellung dauerte weitere drei Jahre. Am 16. Oktober 1712 weihte der damalige Kölner Weihbischof Johann Werner von Veyder die Kirche sowie deren Altäre.
In der Planung wie in der Ausgestaltung der Kirche ließ sich Matteo Alberti von Saalkirchen seiner venezianischen Heimat anregen. Die Kirche gilt als bedeutendste Leistung der Architektur in Köln im 18. Jahrhundert, die im venezianischen Stil erbaut wurde.
Der tonnengewölbte Saalbau hat eine turmflankierte Südfassade und eine halbkreisförmige Nordapsis. Die Gliederung der Hauptfassade erfolgt durch eine ionische Pilasterordnung mit bekrönendem Segmentbogengiebel. Zwei Engelfiguren verehren die Eucharistie (Hinweis auf den Namen der Kirche). Die Ausstattung des Innenraums zeigt ionische Pilaster auf hohen Sockeln sowie ein Kranzgesims auf hohem Architrav.
Während des Zweiten Weltkrieges wurden sowohl die Kirche als auch die anderen zum Orden gehörenden Gebäude unter anderem durch Bombentreffer stark beschädigt. Das Dach und das Gewölbe sowie die Innenausstattung der Kirche wurden völlig zerstört. Von der einst reichen barocken und historischen Ausstattung blieb nur das Stuckrelief am Triumphbogen weitgehend unbeschadet erhalten. Damit die Kirche schnellstmöglich wiedereingedeckt und die Schäden im Inneren behoben werden konnten, organisierten die Schülerinnen und die Ordensschwestern mehrere Basare. Der Wiederaufbau dauerte bis 1963.
Nachdem das Erzbistum Köln die Kirche von den Ursulinen übernommen hatte, wurde sie zwischen 1997 und 2007 in mehreren Etappen erneut saniert. 2003 erhielt die Ursulinenkirche den barocken, 1703 geschaffenen Hochaltar der kriegszerstörten Altstadt-Pfarre St. Kolumba.

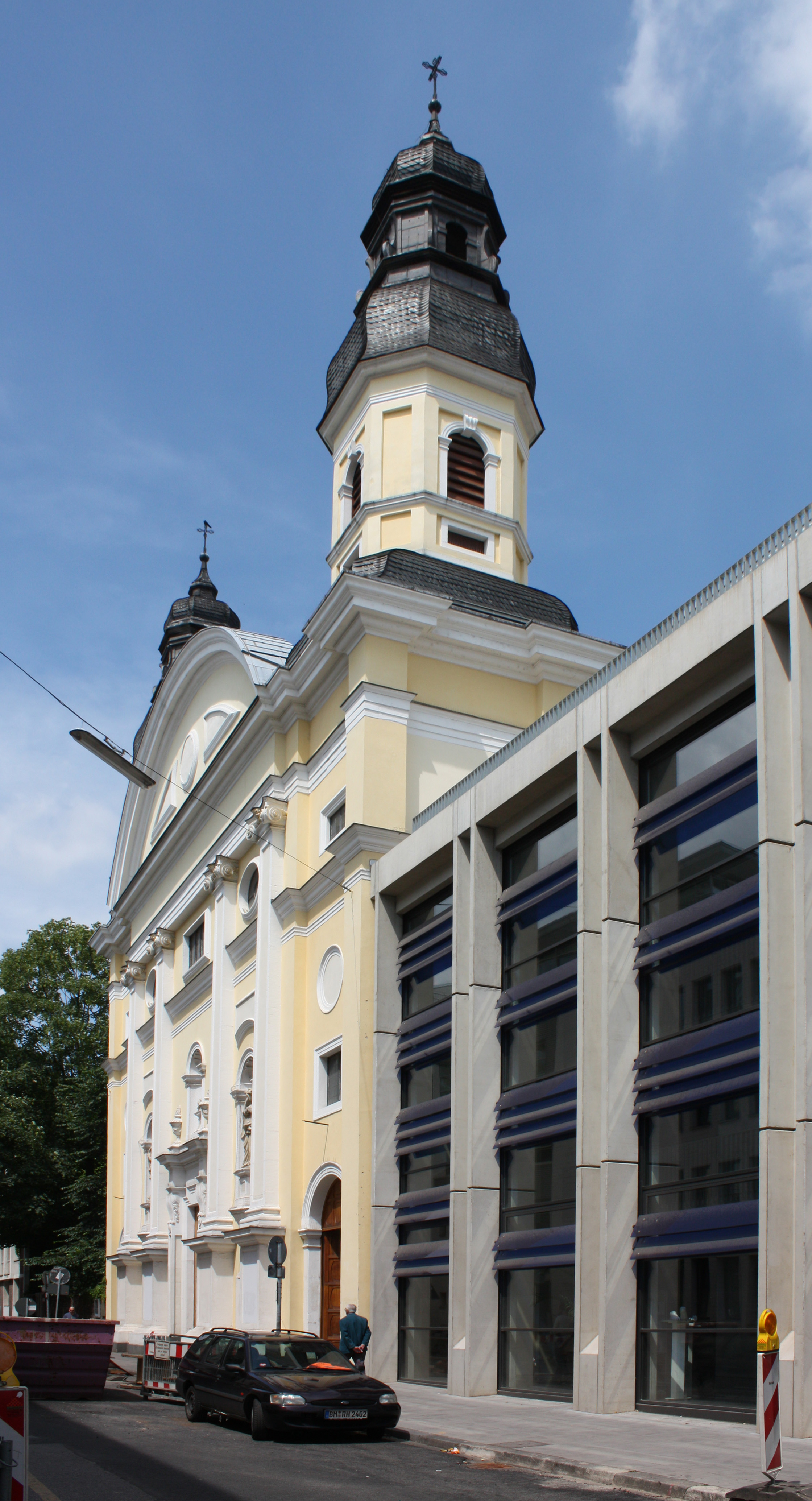
Ursulinenkirche
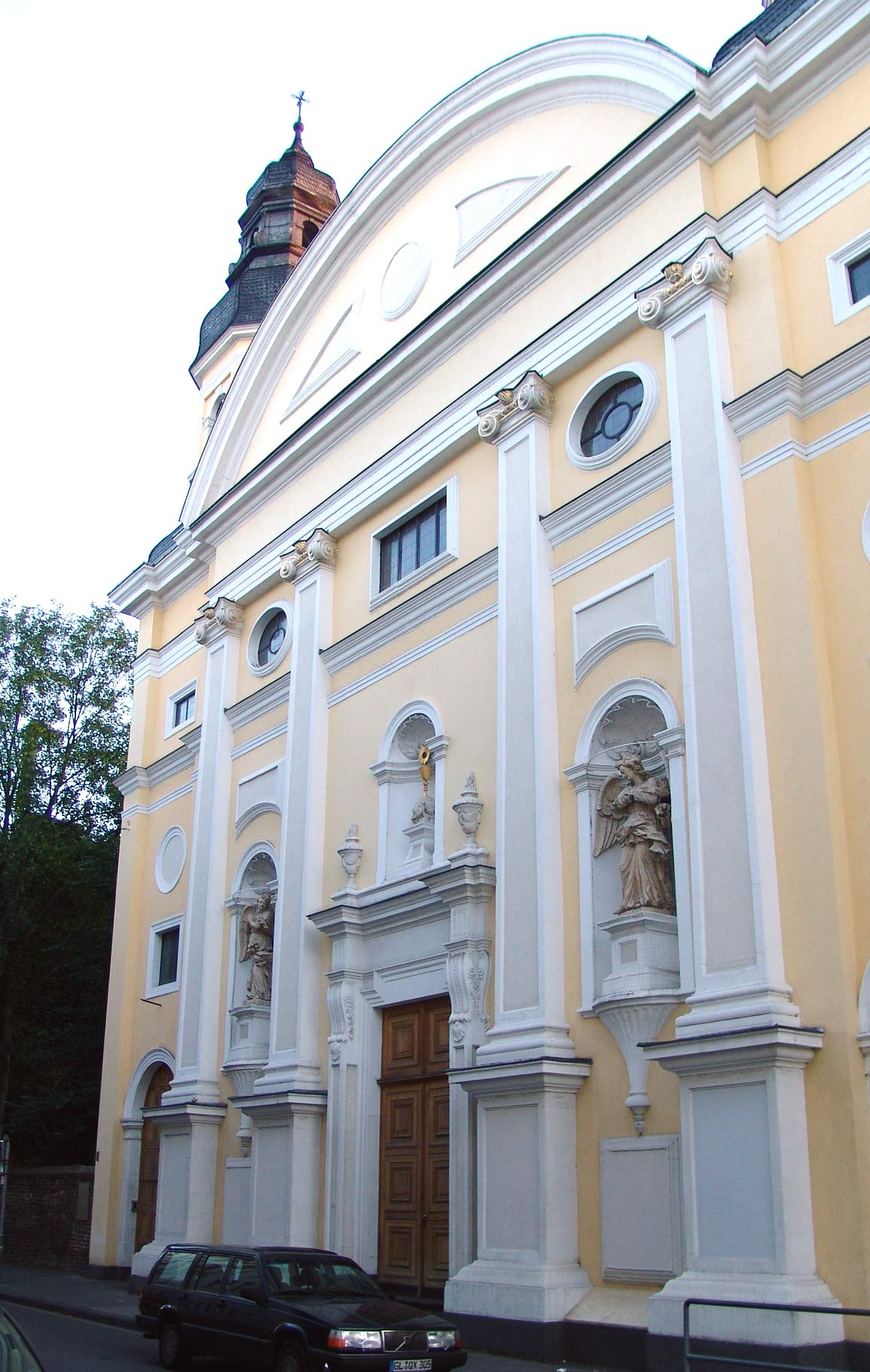
Portal
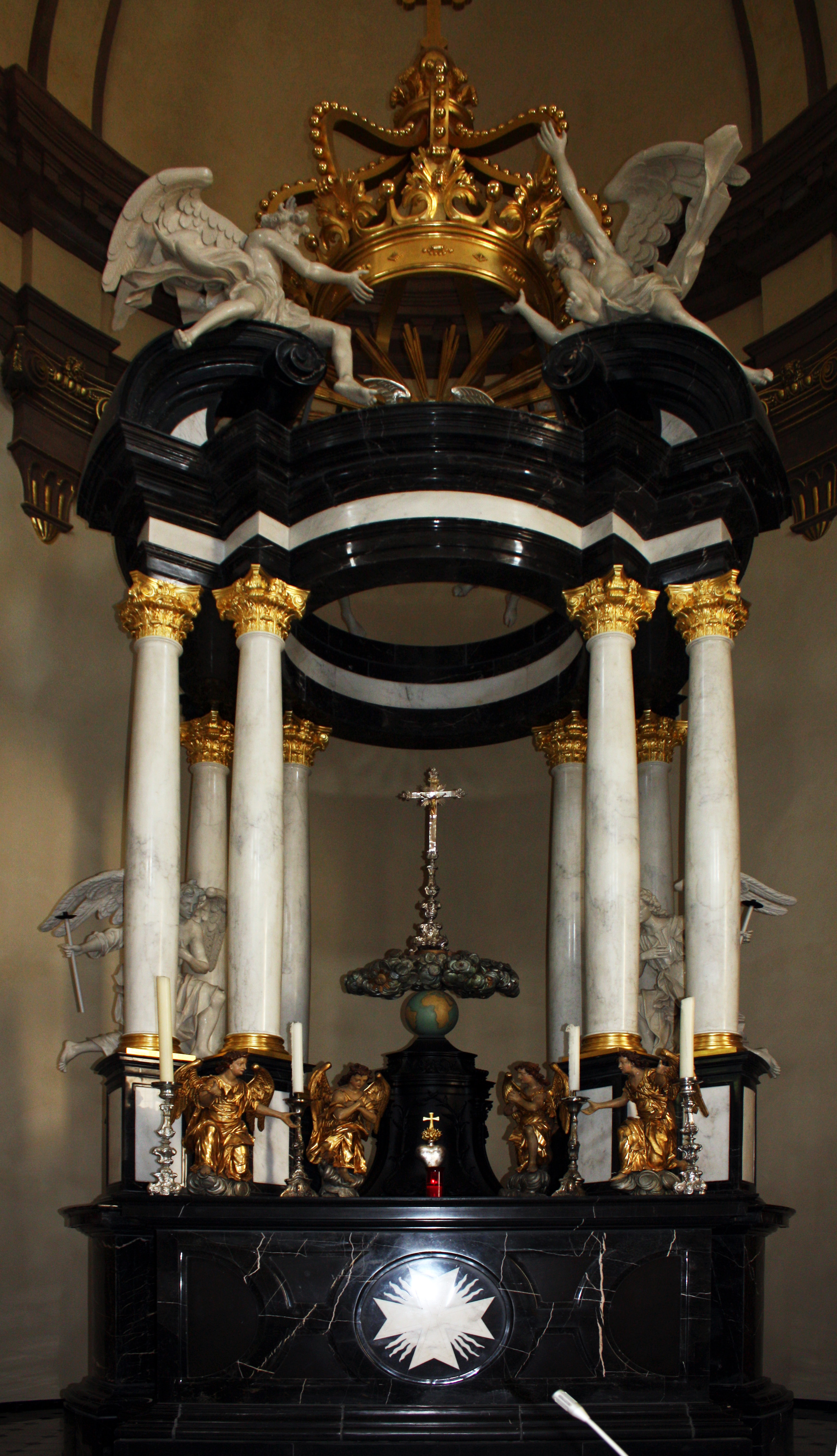
Innenraum mit dem St. Kolumba-Altar
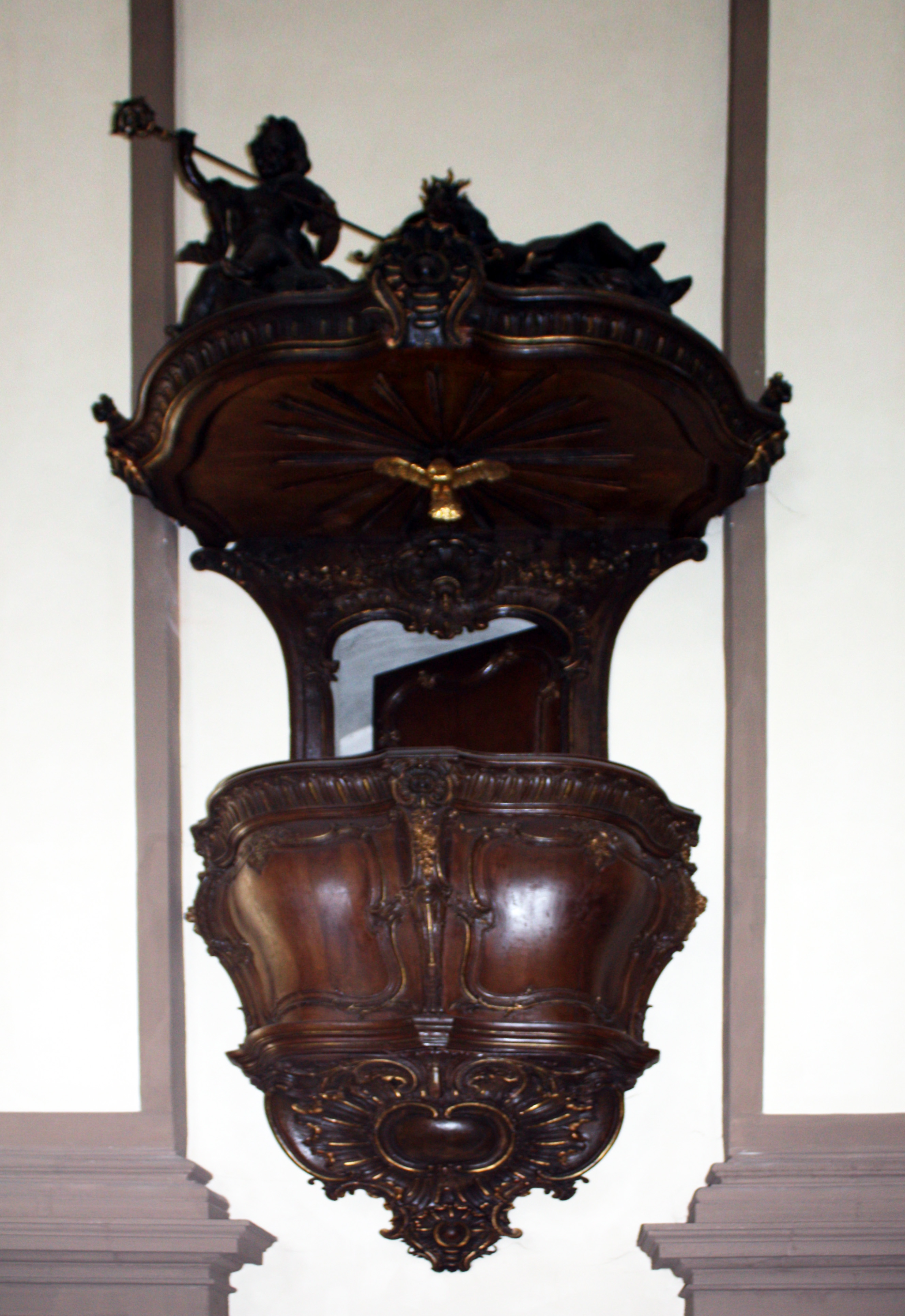
Kanzel

## Orgel

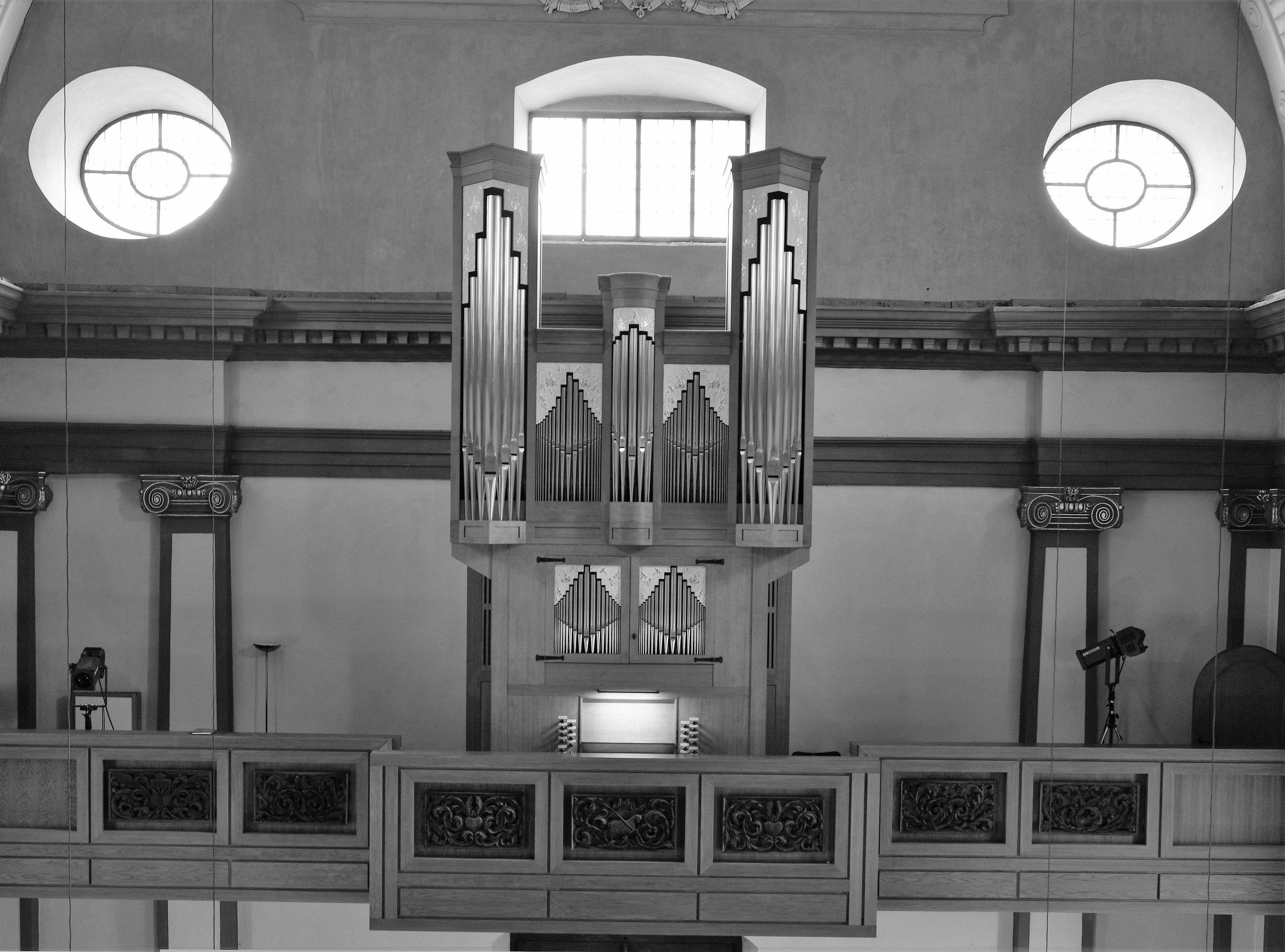
Ahrend-Orgel von 2002

Seit dem Einbau der Orgel von Jürgen Ahrend im Jahre 2002 wird die Ursulinenkirche auch von der benachbarten Musikhochschule Köln als Übungs- und Konzertraum genutzt. Im Stil der norddeutschen Barockorgel erbaut, verfügt das Instrument über 19 Register, die auf zwei Manuale und Pedal verteilt sind. Die Disposition lautet wie folgt:
| I Hauptwerk C–e3      |    |
| Principal             | 8′ |
| Hohlflöte             | 8′ |
| Viola di Gamba (ab c) | 8′ |
| Octave                | 4′ |
| Spitzflöte            | 4′ |
| Nasat                 | 3′ |
| Octave                | 2′ |
| Mixtur III            |    |

| II Brustwerk C–e3 |    |
| Holzgedackt       | 8′ |
| Quintadena        | 8′ |
| Holzprincipal     | 4′ |
| Octave            | 2′ |
| Waldflöte         | 2′ |
| Sesquialtera II   |    |
| Dulcian           | 8′ |

| Pedal C–e1   |     |
| Subbass      | 16′ |
| Octavbaß     | 8′  |
| Posaunenbaß  | 16′ |
| Trompetenbaß | 8′  |

- Koppeln: II/I, I/P